# سييرا دي لونا
بلدية سييرا دي لونا (بالإسبانية: Sierra de Luna) هي بلدية تقع في مقاطعة سرقسطة التابعة لمنطقة أراغون شمال شرق إسبانيا.

## الديموغرافيا
بلغ عدد سكان بلدية سييرا دي لونا 310 نسمة عام 2011 (وفقاً للمعهد الوطني الإسباني للإحصاء).
| 275 | 259 | 263 | 277 | 309 | 311 | 310 |